# Charleston (tánc)

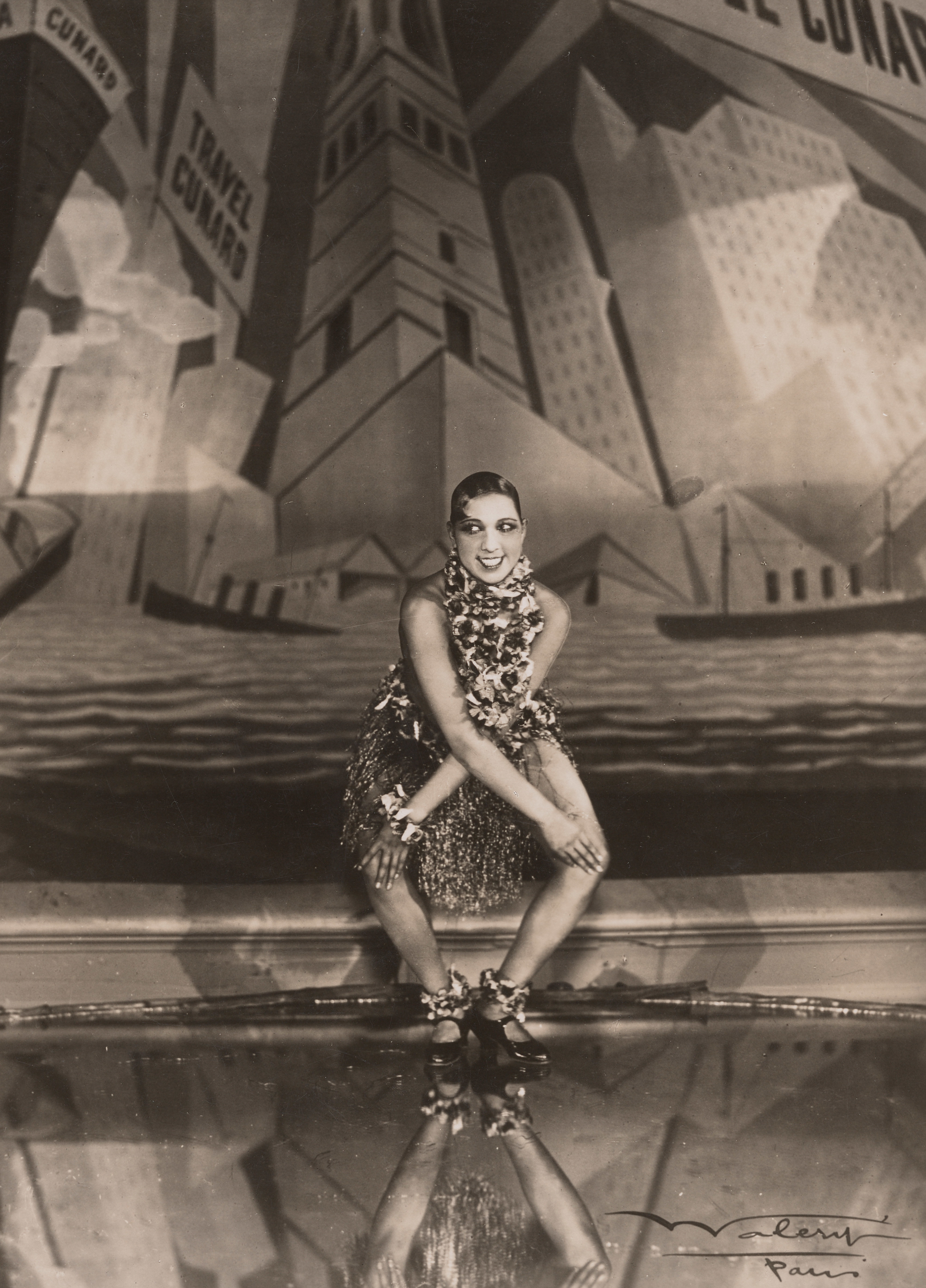
Josephine Baker charlestont táncol a Folies Bergère-ben 1926-ban

A charleston az 1920-as években először az USA-ban népszerűvé vált tánc, nevét a dél-karolinai kikötővárosról, Charlestonról kapta. Az afroamerikai eredetű táncot egy 1923-as broadway-show, a Runnin' Wild tette berobbanó sikerré és egyúttal az ebben megszólaló "The Charleston" dal pedig a charleston-ritmust az USA tánczenéjében. A nemzeti őrületté vált tánc az USA-ban gyorsan elterjedt, majd hamar Európába is eljutott, Európában Josephine Baker fellépései tették igazán népszerűvé. A charleston fokozatosan elveszítette kezdeti polgárpukkasztó jellegét, divatos társastánccá vált, melyet akár egyedül, vagy partnerrel, avagy csoportban is szokták táncolni. 

## Eredete
Magát a táncot először Irving C. Miller Liza című produkciójában mutatták be 1923 tavaszán, ekkor még a charleston név újnak számított, ugyanakkor Willie „The Lion” Smith dzsessz-zenész szerint viszont a tánc már jóval korábban is ismert volt. A "The Charleston" szám szerzője, James P. Johnson elmondása szerint ő már 1913-ban látta a táncot New York egyik fekete negyedében, a San Juan Hill-i Jungles Casino-ban. Harold Courlander kulturális antropológus szavaival élve, míg a charleston a hagyományos afroamerikai tánc néhány jellegzetességével bírt, többek között az afroamerikai juba táncra épült, valójában "szintetikus alkotás volt, egy újonnan kidolgozott forma, amelyet széles körben elterjedt népszerűségre szabtak". Noha a "jay-bird" néven ismert lépés és más specifikus mozgásszekvenciák afroamerikai eredetűek, nincsenek feljegyzések arról, hogy a charlestont ilyen formában táncolták volna az ültetvényeken.
A tánc alaplépésében a térdeket behajlítják, majd kiegyenesítik, miközben a lábfejek ki-be fordulnak. A súly az egyik lábról a másikra tolódik, a szabad lábbal ferde szögben kirúgnak. A charlestonnak egy broadway-produkcióban, a Runnin' Wild című fekete musicalben megjelenő lépéssorozatát valószínűleg újonnan fejlesztették ki a siker kedvéért. A tánc színpadra állítása előtt kétségtelenül még további változtatásokra került sor.
"Eleinte a lépés a lábak egyszerű, lusta, ritmusos forgatásával indult. Amikor a tánc elérte már a Harlemet, egy új verziót adtunk hozzá. Ez egy gyors rúgásszerű lépés lett, a lábak előre és hátra lendítése, majd később pedig mindez még a láb érintésével kombinálva."

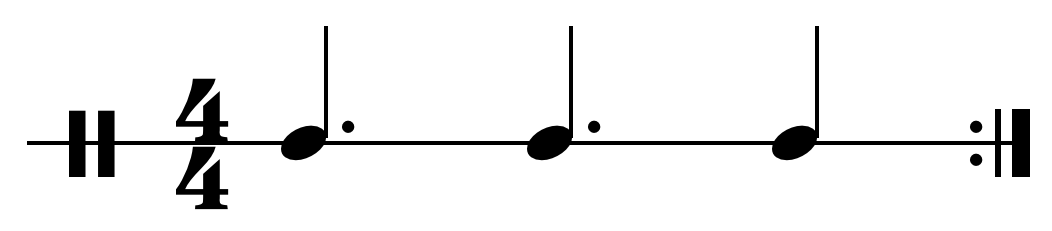
A charleston-ritmus

Igazán népszerűvé a charleston akkor vált, amikor a Runnin' Wild broadway-showban Elisabeth Welch énekével felhangzott a James P. Johnson dzsessz-zongorista komponálta The Charleston szám 1923 őszén, ez lett az 1920-as évek egyik legnagyobb sikere. A jellegzetes –  négynegyedes, szinkópás – charleston-ritmus, amit Johnson elmondása szerint először a charlestoni dokkmunkásoktól hallott, magában foglalja a clave-ritmust, de  Gunther Schuller zeneszerző-kritikus szerint részben a habanerát is.
Magyarországra is gyorsan eljutott, Szép Ernő Valentine c., 1927-ben megjelent regényében már charlestont járnak, úgy, hogy „a zenétől mindenki megbolondul, a csillár is melegebben ragyog, az emberek könyökükkel, körmeikkel kapkodnak…”

## További információ
- Emery, Lynne Fauley. Black Dance in the United States from 1916 to 1970. National Press Books (1972. március 15.). ISBN 0-87484-203-4
- Schuller, Gunther. Early Jazz – Its Roots and Musical Development. Oxford University Press (1968. március 15.). ISBN 0-19-500097-8